# Allosterisches Zentrum
Ein allosterisches oder regulatorisches Zentrum ist eine Region eines Enzyms, die einen Regulator (auch Effektor genannt) binden kann, der als allosterischer Aktivator oder Inhibitor die Enzymaktivität beeinflusst. Die Bindung des allosterischen Regulators führt dabei zu einer Konformationsänderung – einer Art Verformung – des Enzyms, die sich auf das aktive Zentrum auswirkt und so zur Aktivierung oder Inhibition des Enzyms führt. Im Gegensatz zu einer kompetitiven Hemmung ist das allosterische Zentrum vom aktiven Zentrum räumlich getrennt und liegt häufig in einer anderen Domäne oder Untereinheit des Enzyms.
Für alle bekannten Lebewesen sind Enzyme lebensnotwendig, indem sie die ablaufenden Stoffwechselvorgänge stark beschleunigen. Die Regulation dieser Vorgänge setzt meist am allosterischen Zentrum der Enzyme an.